# Eugene Braunwald
Eugene Braunwald (* 15. August 1929 in Wien) ist ein US-amerikanischer Kardiologe.
Er wurde in Österreich geboren, seine Eltern flüchteten jedoch  nach dem Anschluss Österreichs an das Deutsche Reich mit ihm und seinem Bruder im November 1939, nach einem kurzen Aufenthalt in England, auf der USS Harding in die USA.
Braunwald hat mehr als 1100 Publikationen verfasst und ist maßgeblich an den führenden Lehrbüchern im Bereich der Inneren Medizin (Herausgeber von zwölf Ausgaben von Harrison’s Principles of Internal Medicine) und besonders der Kardiologie beteiligt. Außerdem ist er der einzige Kardiologe unter den Mitgliedern der National Academy of Sciences (seit 1974) und zudem Mitglied der American Academy of Arts and Sciences (seit 1973).
Bekannt wurde er vor allem durch seine 1971 gemachte Entdeckung, dass Herzinfarkte progressive Ereignisse sind und sich nicht aus heiterem Himmel ereignen. Diese Erkenntnis hat seither vielen Menschen das Leben gerettet.
Braunwald ist heute als Professor an der Harvard Medical School in Boston tätig.
1981 wurde der Arzt John Darsee (mit dem Braunwald veröffentlicht hatte) an seinem Labor an der Harvard University des Betrugs überführt. Der Fall war Gegenstand mehrerer Untersuchungskommissionen und hatte auch zwischenzeitlich Auswirkungen auf die Finanzierung von Braunwalds Forschungen.
1965 erhielt er den John J. Abel Award in Pharmakologie, 1994 erhielt er den Ehrendoktortitel der Universität Wien, 1998 die George M. Kober Medal und 2001 den Warren Alpert Foundation Prize.
1952 heiratete Braunwald er seine Studienkollegin, die Thoraxchirurgin und medizinische Forscherin Nina Starr Braunwald, mit der er drei Kinder hatte. Nina Starr Braunwald starb 1992. Einige Jahre später heiratete er seine zweite Frau, Elaine, die früher eine leitende Krankenhausverwalterin war.